# Christina Zachariadu
Christina Zachariadu, gr. Χριστίνα Ζαχαριάδου (ur. 28 sierpnia 1974 w Atenach) – grecka tenisistka, reprezentantka kraju w Pucharze Federacji, olimpijka, medalistka igrzysk śródziemnomorskich.

## Kariera tenisowa
W karierze wygrała trzy turnieje singlowe i dwanaście deblowych rangi ITF. 20 października 2003 zajmowała najwyższe miejsce w rankingu singlowym WTA Tour – 358. pozycję, natomiast 11 września 1995 osiągnęła najwyższą lokatę w deblu – 186. miejsce.
W latach 1990–2004 reprezentowała kraj w zmaganiach o Puchar Federacji.
W 1997 roku zdobyła złoty medal na igrzyskach śródziemnomorskich w Bari w konkurencji gry podwójnej.
Brała udział w zawodach deblowych podczas rywalizacji tenisowej rozgrywanej na igrzyskach olimpijskich w Barcelonie (1992), Atlancie (1996) i Atenach (2004). Za każdym razem odpadała w pierwszej rundzie.

## Wygrane turnieje rangi ITF
| turnieje z pulą nagród 50 000 $ |
| turnieje z pulą nagród 25 000 $ |
| turnieje z pulą nagród 10 000 $ |

### Gra pojedyncza
|    | Data       | Turniej   | Naw.     | Przeciwniczka               | Wynik         |
| 1. | 03/04/1995 | Ateny     | Ceglana  | Rosa María Andrés Rodríguez | 6:0, 3:6, 6:2 |
| 2. | 26/08/2001 | Wolos     | Dywanowa | Biljana Pawłowa-Dimitrowa   | 6:0, 6:0      |
| 3. | 30/06/2002 | Kalamaria | Ceglana  | Shelley Stephens            | 6:4, 3:6, 6:4 |